# Motacilla flaviventris
Alvéola-malgaxe ou alvéola-de-madagáscar (Motacilla flaviventris) é uma espécie de ave da família Motacillidae.
É endémica de Madagáscar.
Os seus habitats naturais são: campos de gramíneas de baixa altitude subtropicais ou tropicais sazonalmente húmidos ou inundados e rios.